# Romance irlandaise
Romance irlandaise (Chasing Leprechauns) est un téléfilm américain réalisé par Kevin Connor, diffusé le 17 mars 2012 sur Hallmark Channel et en France le 6 novembre 2012 sur M6.

## Fiche technique
- Titre original : Chasing Leprechauns
- Réalisation : Kevin Connor
- Scénario : Rod Spence
- Photographie : Peter Robertson
- Musique : Ray Harman
- Pays :  États-Unis
- Langue originale : anglais
- Durée : 90 minutes (1 h 30)

## Distribution
- Adrian Pasdar (VF : Jean-Pierre Michaël) : Michael Garrett
- Amy Huberman (en) : Sarah Cavanaugh
- Sean Duggan : le cycliste
- Frank O'Sullivan : Angus
- Pascal Scott : Fergus
- Kate Stanley Brennan (VF : Laurence Sacquet) : Molly
- Terry Byrne : Sheamus O'Connell
- Emmet Bergin : Donal Flynn
- Aidan McArdle (VF : Laurent Morteau) : Patrick Doyle
- Marion O'Dwyer : Evelyn
- Jack Reynor (VF : Benjamin Gasquet) : Tommy Riley
- Jonathan Ryan (en) : Howard Wakefield
- Aoibhinn McGinnity : Emily, la journaliste
- Colin Stinton : Thorpe

 Source et légende : version française (VF) sur RS Doublage et selon le carton de doublage télévisuel.